# 36-я церемония «Грэмми»
36-я церемония вручения премий «Грэмми» состоялась 1 марта 1994 года в Radio City Music Hall, Нью-Йорк. Триумфатором церемонии стала певица Уитни Хьюстон, получившая три статуэтки «Грэмми», включая главные награды в категориях Запись года и Альбом года.

## Основная категория
- Запись года
  - Уитни Хьюстон & Дэвид Фостер (продюсер) за «I Will Always Love You»
- Альбом года
  - Уитни Хьюстон & Babyface, BeBe Winans, David Cole, David Foster, L.A. Reid, Narada Michael Walden, Robert Clivilles, Clive Davis (продюсеры) за альбом «The Bodyguard: Original Soundtrack Album»
- Песня года
  - Алан Менкен & Тим Райс (авторы) за песню «A Whole New World (Aladdin's Theme)» в исполнении Peabo Bryson & Regina Belle
- Лучший новый исполнитель
  - Тони Брэкстон (другие номинанты: Belly, Blind Melon, Digable Planets, SWV)

## Классическая музыка

### Лучший классический альбом
- Karl-August Naegler (продюсер), Pierre Boulez (дирижёр), John Aler, John Tomlinson & the Chicago Symphony Orchestra & Chorus за альбом Bartók: The Wooden Prince & Cantata Profana

### Продюсер года, классический[англ.]
- Юдит Шерман

## Поп

### Лучшее женское вокальное поп-исполнение
- Уитни Хьюстон — «I Will Always Love You»

### Лучшее мужское вокальное поп-исполнение
- Стинг — «If I Ever Lose My Faith in You»

## Рок

### Лучшее сольное вокальное рок-исполнение
- Мит Лоуф — «I'd Do Anything for Love (But I Won't Do That)»

### Лучшее вокальное рок-исполнение дуэтом или группой
- Aerosmith — «Livin' on the Edge»

### Лучшее инструментальное рок-исполнение
- Стив Вай — «Sofa»

### Лучшее хард-рок-исполнение
- Stone Temple Pilots — «Plush»

### Лучшее метал-исполнение
- Оззи Осборн — «I Don’t Want to Change the World»

### Лучшая рок-песня
- David Pirner (автор) — «Runaway Train» в исполнении Soul Asylum

## R&B

### Лучшее женское вокальное R&B-исполнение
- Тони Брэкстон — «Another Sad Love Song»

### Лучшее мужское вокальное R&B-исполнение
- Рэй Чарльз — «A Song for You»

### Лучшее вокальное R&B-исполнение дуэтом или группой
- Sade — «No Ordinary Love»

## Джаз

### Лучшее вокальное джаз-исполнение
- Натали Коул — «Take a Look»

## Музыкальное Видео

### Лучшее короткое музыкальное видео
- Prudence Fenton (продюсер), Stephen Johnson (режиссёр) & Питер Гэбриэл — «Steam»
  - Среди номинантов была Björk — «Human Behaviour»

## World music

### Лучший альбом в стиле world music
- en:V. M. Bhatt & en:Ry Cooder — «A Meeting by the River»

## Составление и аранжировка
- Best Instrumental Composition
  - Kenny G (композитор) за «Forever in Love»
- Best Song Written Specifically for a Motion Picture or for Television
  - Alan Menken & Tim Rice (автор) за «A Whole New World (Aladdin’s Theme)» в исполнении Regina Belle & Peabo Bryson
- Best Instrumental Composition Written for a Motion Picture or for Television
  - Alan Menken (композитор) за Aladdin в исполнении разных музыкантов
- Best Arrangement on an Instrumental
  - Dave Grusin (аранжировка) за «Mood Indigo»
- Best Instrumental Arrangement Accompanying Vocal(s)
  - David Foster & Jeremy Lubbock (аранжировка) за «When I Fall in Love» в исполнении Céline Dion & Clive Griffin

## Персона года «MusiCares»
- Глория Эстефан